# Sebakwe castanea
Sebakwe castanea är en skalbaggsart som beskrevs av Moser 1921. Sebakwe castanea ingår i släktet Sebakwe och familjen Melolonthidae. Inga underarter finns listade i Catalogue of Life.